# Corynoneura prima
Corynoneura prima är en tvåvingeart som beskrevs av Makarchenko 2006. Corynoneura prima ingår i släktet Corynoneura och familjen fjädermyggor. Inga underarter finns listade i Catalogue of Life.